# New Picnic Time
New picnic Time (1978) è il terzo album dei Pere Ubu. Il clima in cui avvenne la registrazione del disco fu teso e stressante, tanto che alla fine del tour il gruppo si sciolse. I Pere Ubu torneranno insieme qualche mese dopo, con Mayo Thompson al posto di Tom Herman alla chitarra.

## Tracce
1. The Fabulous Sequel – 3:16
2. 49 Guitars & One Girl – 2:51
3. A Small Dark Cloud – 5:49
4. Small Was Fast – 3:39
5. All the Dogs Are Barking – 3:03
6. One Less Worry – 3:46
7. Make Hay – 4:03
8. Goodbye – 5:18
9. The Voice Of The Sand – 1:28
10. Kingdom Come – 3:17

## Musicisti
- Tom Herman – Guitar, bass guitar, organ
- Scott Krauss – Drums
- Tony Maimone – Bass guitar, guitar, piano
- Allen Ravenstine – EML synthesizers, saxophone
- David Thomas – Vocals, organ